# Ponsas
Ponsas ist eine französische Gemeinde im Département Drôme. Ponsas gehört zum Arrondissement Valence und zum Kanton Saint-Vallier. Die Gemeinde hat 527 Einwohner (Stand: 1. Januar 2022). 

## Geographie
Ponsas liegt etwa 20 Kilometer nördlich von Valence an der Rhône. Umgeben wird Ponsas von den Nachbargemeinden Saint-Barthélemy-de-Vals im Norden und Osten, Érôme und Serves-sur-Rhône im Süden und Südwesten, Ozon im Westen sowie Saint-Vallier im Nordwesten. 
Durch die Gemeinde führt die Route nationale 7.

## Bevölkerungsentwicklung
| Jahr                       | 1911 | 1962 | 1968 | 1975 | 1982 | 1990 | 1999 | 2006 | 2016 |
| -------------------------- | ---- | ---- | ---- | ---- | ---- | ---- | ---- | ---- | ---- |
| Einwohner                  | 392  | 350  | 363  | 331  | 326  | 430  | 455  | 422  | 521  |
| Quellen: Cassini und INSEE |      |      |      |      |      |      |      |      |      |

## Sehenswürdigkeiten
- Kirche Saint-Pierre
- Schloss Fontaget, Wehrhaus aus dem Jahr 1503